# Teresa Berganza

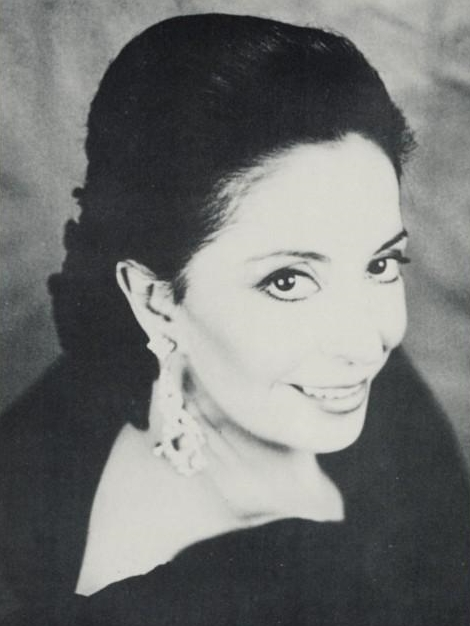
Teresa Berganza Vargas

Teresa Berganza Vargas (Madrid, 16 de março de 1933 – San Lorenzo de El Escorial, 13 de maio de 2022) foi uma mezzo-soprano espanhola, considerada uma das maiores de todos os tempos nas interpretações de Cherubino, Dorabella, Cenerentola ou Carmen.

## Biografia
Berganza iniciou a sua brilhante carreira no Festival de Aix-en-Provence de 1957. Continua a sua carreira de recitalista no mundo inteiro e de pedagoga. Conta entre os seus alunos nomes como Maria Bayo e Jorge Chaminé.
A mezzo-soprano veio ao Brasil em 2009, onde deu master-classes e foi homenageada em um recital no Theatro São Pedro de São Paulo.
Teresa Berganza faleceu em San Lorenzo del Escorial, em 13 de maio de 2022.

## Discografia
- Teresa Berganza (em italiano e francês), 2016, OCLC 1004394623
- Teresa Berganza (em italiano e espanhol), Decca ; Distributed by Universal Music and Video, 2001, OCLC 50596731
- Berganza, Teresa (2020), Teresa Berganza : essentials (em francês, italiano, latim, e espanhol), OCLC 1251412141
- La leçon de chant de Teresa Berganza (em francês), CLC Productions, 2003, OCLC 881548562
- Teresa Berganza (em italiano, francês, e latim), London, 1990, OCLC 49420257
- Teresa Berganza (em italiano), Decca, 1983, OCLC 57394368
- Teresa Berganza (em espanhol), EMI Classics, 2003, OCLC 768119222
- Teresa Berganza sings Rossini (em italiano), London : Distributed by Polygram Distribution, 1980, OCLC 7419479
- Canciones españolas (em espanhol), Deutsche Grammophon, 2007, OCLC 181089717
- Berganza, Teresa (1960), Teresa Berganza recital (em italiano), Decca, OCLC 37838083
- Teresa Berganza, mezzo-soprano (em espanhol), Claves, 1984, OCLC 718128048
- Brava Berganza! (em espanhol, italiano, e basco), 2018, OCLC 1050870656